# Lyoto Machida
Lyoto Carvalho Machida, né le 30 mai 1978 à Salvador de Bahia, est un pratiquant brésilien, ayant des origines japonaises de par son père, d'arts martiaux mixtes. Ceinture noire de karaté Shotokan et de jiu-jitsu brésilien, il combat au Bellator MMA dans la catégorie des poids moyens après avoir longtemps évolué chez les poids mi-lourds. Il a d'ailleurs été champion de cette catégorie de mai 2009 à mai 2010.

## Biographie
Machida est né à Salvador au Brésil, d'une mère brésilienne, Ana Claudia, et d'un père japonais, Yoshizo Machida. Ce dernier est un expert du karaté shotokan, venu du Japon à l'âge de 22 ans. Lyoto fait partie d'une fratrie de quatre enfants comprenant aussi Take, Chinzo et Kenzo.
Il commence la pratique des arts martiaux à 3 ans avec son père qui lui apprend le karaté et devient ceinture noire à 13 ans. Il commence la pratique du sumo à 7 ans et celle du jiu-jitsu brésilien à 16 ans.

## Parcours en arts martiaux mixtes

### Débuts
Lyoto Machida commence sa carrière professionnelle en MMA en 2003 au Japon. Il gagne son tout premier match par décision unanime contre le Japonais Kengo Watanabe.
Il rencontre ensuite Stephan Bonnar, futur combattant lui aussi de l'Ultimate Fighting Championship, lors du premier événement de l'organisation brésilienne Jungle Fight en septembre 2003 et lui inflige la première défaite de sa carrière.
Il inscrit aussi une première défaite au palmarès de son adversaire suivant, Rich Franklin, futur champion des poids moyens de l'UFC.
Quelques combats plus tard, il bat l'ancien champion des poids mi-moyens de l'UFC, B.J. Penn, à la décision dans un combat sans limite de poids.
Il est alors invaincu et signe avec l'importante organisation Ultimate Fighting Championship.

### Ultimate Fighting Championship

#### Parcours sans défaite
En décembre 2006, Zuffa, société mère de l'Ultimate Fighting Championship rachète l'organisation World Fighting Alliance. À cette occasion, la WFA cesse ses activités et certains de ses combattants sont intégrés aux effectifs de l'UFC,
dont Quinton Jackson et Lyoto Machida.
Il entame alors son parcours à l'UFC en programme préliminaire de l'UFC 67 face à Sam Hoger, le 3 février 2007.
Le Brésilien se montre bien plus convaincant que son adversaire lors des trois rounds du match et remporte logiquement la victoire par décision unanime.
Machida est ensuite rapidement programmé face au vainqueur de la première saison de l'émission The Ultimate Fighter, Forrest Griffin, pour l'UFC 70 du 21 avril 2007 à Manchester.
Cependant, ce dernier ne peut combattre à cause d'une infection staphylocoque au genou et est alors remplacé par David Heath.
Les deux combattants offrent un spectacle jugé ennuyeux qui ne s'accélère qu'à la fin du troisième et dernier round après un puissant coup de genou du Brésilien qui étourdit son adversaire. Machida domine ensuite Heath dos au sol jusqu'au terme de la reprise et du match pour remporter la victoire par décision unanime. Il inflige alors la première défaite de sa carrière à l'Américain.
Kazuhiro Nakamura, vétéran du Pride FC et nouveau venu dans l'organisation américaine, est ensuite désigné comme le prochain adversaire de Machida pour l'UFC 76 du 22 septembre 2007.
Ce dernier l'emporte à nouveau par décision unanime.
L'UFC le programme ensuite face à un autre nouveau venu dans la promotion, le judoka Rameau Thierry Sokoudjou, compétiteur très en vue après ses KO sur deux combattants importants du Pride FC, Antônio Rogério Nogueira et Ricardo Arona.
Les deux hommes aux styles opposés s'affrontent lors de l'UFC 79, le 29 décembre 2007. Machida est capable de contrôler l'agressivité de son adversaire et domine les phases au sol pour finir par soumettre Sokoudjou avec un étranglement bras-tête à la fin du second round,.

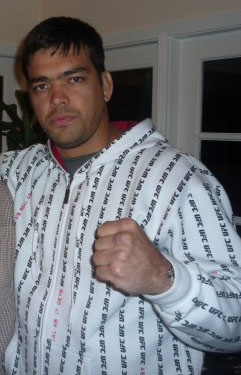
Lyoto Machida en mars 2008.

Après cette nouvelle victoire, il rencontre Tito Ortiz, ancien champion des poids mi-lourds et figure emblématique de l'organisation, dans ce qui devrait être pour ce dernier son dernier match avec l'UFC à la suite d'un conflit avec le président Dana White.
Le combat se déroule le 24 mai 2008, lors de l'UFC 84 et Machida réussit à frustrer l'Américain en frappant avec précision tout en évitant les coups et les amenées au sol.
À la fin du troisième round, Machida envoie son adversaire au tapis avec un coup de genou dans les côtes, et le suit immédiatement au sol. Ortiz place alors un étranglement en triangle avec clé de bras mais le Brésilien s'en sort et remporte finalement la victoire par décision unanime.
Des années après cet affrontement, Dana White révèle avoir offert à Machida un bonus financier personnel et officieux pour ce succès face à Ortiz.
Un combat est alors programmé contre Thiago Silva, combattant lui aussi jusqu'alors invaincu, pour l'UFC 89 du 18 octobre 2008.
La rencontre est cependant décalée à l'UFC 94 du 31 janvier 2009 après que Silva se soit blessé au dos,.
Le président de la promotion indique alors qu'une nouvelle victoire de Machida lui offrirait une occasion pour le titre des poids mi-lourds.
Lyoto Machida fait tomber l’agressif pratiquant de muay-thaï avec ces coups de poing à plusieurs reprises, avant qu'il ne finisse par le sonner complètement à la toute dernière seconde du premier round.
Ce nouveau succès lui permet de décrocher son premier bonus de KO de la soirée.

#### Champion des poids mi-lourds de l'UFC
Malgré les précédentes déclarations de Dana White, Lyoto Machida n'est pas immédiatement promu à un prochain combat pour le titre. La priorité est laissée à Quinton Jackson qui avait perdu cette ceinture face à Forrest Griffin en juillet 2008. En cas de victoire sur Keith Jardine lors de l'UFC 96, au début de mars 2009, c'est Jackson qui devrait hériter de l'occasion.
Ce dernier remporte effectivement le match, mais des blessures résultant de l'affrontement l'écarte de la compétition quelque temps. Machida est alors programmé face au champion Rashad Evans en tête d'affiche de l'UFC 98 du 23 mai 2009.
Evans ne réussit pas à toucher le Brésilien qui domine les débats. Le champion se fait sonner dans la seconde reprise et Machida continue à envoyer de nombreux coups de poing pour finir par l'emporter par KO.
Lyoto Machida devient le nouveau champion des poids mi-lourds de l'UFC et décroche également un bonus du KO de la soirée.
Sa première défense de titre est assez naturellement d'abord envisagé face à Quinton Jackson, éventuellement à la fin d'une nouvelle saison de la série The Ultimate Fighter.
Mais c'est en fait Jackson et Rashad Evans qui deviennent entraîneurs de l'émission,
tandis que Machida se voit opposé à Maurício Rua en vedette de l'UFC 104.
Les deux hommes se rencontrent alors le 24 octobre 2009 et au bout de cinq reprises serrées se déroulant debout, les juges donnent Lyoto Machida vainqueur de trois rounds contre deux pour Rua.
Cela devient alors une décision controversée et un match revanche est alors envisagé dès la conférence de presse suivant la soirée.
En février 2010, le combat est confirmé pour l'UFC 113 du 8 mai, à Montréal.
Cette fois-ci, Maurício Rua s'impose nettement en faisant chanceler Machida d'un crochet du droit qui l'écroule au sol. Rua s'installe alors en position montée pour assener plusieurs coups de poing à son adversaire et remporter la victoire par KO dans la quatrième minute du match.
Lyoto Machida perd ainsi sa ceinture de champion de l'UFC, mais aussi le premier match de sa carrière en MMA.

#### Parcours post-titre
Pressenti depuis juillet 2010, c'est au début de septembre que la rencontre entre Machida et Quinton Jackson est annoncée en tant que combat principal de l'UFC 123.
Après un premier round léger en actions, Jackson semble se montrer supérieur dans la deuxième reprise. Machida reprend les rênes du match dans le troisième et dernier round réussissant à faire vaciller son adversaire et passer en position montée.
Mais à la suite de ce combat serré, les juges donnent la victoire par décision partagée à l'Américain. Deux cartes de scores décide que Jackson l'a emporté sur deux rounds, tandis que la dernière donne cet avantage à Machida (29-28, 29-28, 28-29). 
La décision est critiquée par certains médias et Jackson propose immédiatement après le match, de programmer un nouveau combat,.
Pourtant, cette revanche n'entre pas dans les plans du président de l'UFC et n'est alors tout simplement pas envisagée.
C'est face au déjà membre du Temple de la renommée de l'UFC, Randy Couture, que Machida continue son parcours. Ce dernier avait d'ailleurs déjà fait part de son intérêt pour un tel combat avant un possible retrait de la compétition.
Alors sur deux défaites consécutives, le Brésilien risque de perdre sa place dans l'organisation s'il ne renoue pas avec la victoire.
Les deux combattants se rencontrent donc le 30 avril 2011, lors de l'UFC 129 à Toronto et Machida l'emporte par KO en un peu plus d'une minute seulement avec un coup de pied direct sauté au visage. Cette technique rappelle le coup de pied analogue envoyé par Anderson Silva, son partenaire d'entrainement et champion des poids moyens de l'UFC, sur Vitor Belfort en février.
Lyoto Machida décroche assez naturellement le bonus du KO de la soirée pour cette technique spectaculaire.
Il est ensuite brièvement annoncé comme remplaçant tardif de Phil Davis, prévu face à Rashad Evans pour l'UFC 133 du 6 août 2011. Mais c'est finalement Tito Ortiz qui est choisi pour cette occasion après un désaccord financier entre le camp de Machida et l'UFC,.
Le Brésilien est encore rapidement envisagé contre Phil Davis pour l'UFC 140 en décembre. Cependant, cela sembre être un retour de blessure prématuré pour Davis et l'option est alors annulée.

#### Nouvelle chance de titre
Lyoto Machida profite alors d'une blessure de Rashad Evans, promis comme prochain prétendant à la ceinture des poids mi-lourds, pour affronter le champion Jon Jones et tenter de reconquérir le titre lors de l'UFC 140 du 10 décembre 2011.
Malgré quelques bonnes touches et un bon départ dans la première reprise, Machida ne parvient pas à s'imposer. Dans le deuxième round, il se retrouve à terre et subit quelques coups de coude qui lui ouvrent une coupure sur le front. Revenu debout, le médecin doit examiner la blessure pour autoriser le combat à continuer.
Après la reprise, Jones assomme le Brésilien avec un coup de poing du gauche et le prend alors dans un étranglement en guillotine debout que Machida ne peut défendre. Il tombe inconscient et perd le match par soumission technique.
Les deux combattants sont gratifiés du bonus de combat de la soirée.
Huit mois plus tard, il affronte Ryan Bader, le 4 août 2012, en second combat principal de l'UFC on Fox 4.
Après plusieurs hésitations, l'UFC annonce que le prochain prétendant au titre sera déterminé en fonction des résultats de ce combat et de la tête d'affiche de l'événement opposant Maurício Rua à Brandon Vera,,.
Machida domine son combat face à Bader en utilisant son style en contre-attaque et ses coups de poing envoie l'Américain KO dans le second round, tandis que Rua, moins dominant, gagne le sien par TKO dans la quatrième reprise.
Avec cette victoire, Lyoto Machida est alors promis à une prochaine occasion pour la ceinture des poids mi-lourds.
Un mois plus tard, Dan Henderson annonce être blessé une semaine seulement avant son combat contre le champion Jon Jones. La soirée entière est alors annulée et l'organisation propose à Machida d'affronter le champion le mois d'après, lors de l'UFC 152 du 1er septembre 2012.
Seulement, le Brésilien estime alors ne pas avoir assez de temps pour se préparer à une telle échéance et décline la proposition, acceptée plus tard par Vitor Belfort.
Après ce refus, l'UFC décide donc de ne pas lui offrir une chance immédiate  pour le titre.
Lors de l'UFC 157 du 23 février 2013, il affronte Dan Henderson.
Les deux compétiteurs se sont alors récemment désisté d'une occasion de combattre pour le titre, mais le vainqueur de la soirée pourrait bien retrouver cette chance selon le président de l'UFC.
Aux termes de trois reprises serrés mais pauvres en actions, Lyoto Machida l'emporte par décision partagée (29-28, 29-28, 28-29).
En dépit des précédentes déclarations du président, c'est face à Phil Davis en second combat principal de l'UFC 163, le 3 août 2013, que le Brésilien continue son parcours.
Alexander Gustafsson lui est préféré pour être le prochain adversaire du champion.
Machida perd par décision unanime ce combat contre Davis au Brésil. Les juges donnent Davis vainqueur de deux rounds contre un seul pour le Brésilien.
La décision est cependant contestée par le président de l'UFC et de nombreux médias spécialisés,,.
À la suite de ce jugement controversée, Lyoto Machida demande rapidement un match revanche souhaitant prouver qu'il est capable de battre son adversaire.

#### Passage en poids moyen
Un nouveau match face à Phil Davis n'étant manifestement pas envisagé, Lyoto Machida décide de descendre d'une catégorie de poids. Mi-août 2013, le président de l'UFC, Dana White, souhaite alors organiser un combat face à Nick Diaz, lui aussi tenté par un retour chez les poids moyens.
Mais c'est finalement une rencontre face à Tim Kennedy qui est programmée pour l'événement UFC Fight for the Troops 3 se déroulant le 6 novembre 2013 sur la base militaire de Fort Campbell dans le Kentucky,.
Cependant, cet affrontement est annulé quand Michael Bisping, prévu face à Mark Muñoz en vedette de l'UFC Fight Night 30, se blesse à l'entrainement à un mois de l'échéance. Machida est alors choisi pour le remplacer.
Il affronte donc Muñoz le 26 octobre 2013 et réussit son entrée dans cette nouvelle catégorie en plaçant un coup de pied à la tête qui met KO son adversaire, au milieu du premier round.
Cette victoire lui vaut le bonus du KO de la soirée.
Si Machida avait manifesté son envie de combattre Vitor Belfort, l'UFC annonce le 1er novembre que son prochain adversaire sera Gegard Mousasi.
Le combat a lieu le 15 février 2014 au Brésil en tête d'affiche de l'UFC Fight Night 36. Machida remporte ce combat par décision unanime après avoir dominé le combat. Comme à son habitude, il se sert de sa capacité à contrer son adversaire grâce à sa vitesse et son timing, bien que le Hollandais lui propose une sérieuse opposition.
Les deux hommes obtiennent le bonus du combat de la soirée.
Une dizaine de jours plus tard, la commission athlétique du Nevada annonce le bannissement des thérapies de remplacement de testostérone (TRT).
Vitor Belfort, prochain aspirant désigné au titre des poids moyens et compétiteur adepte de cette thérapie, se retire du projet de combat. Il déclare avoir besoin de plus de temps pour se préparer à cet affrontement au vu des nouvelles conditions requises.
Machida devient alors le nouvel adversaire du champion Chris Weidman en vedette de l'UFC 173 du 24 mai 2014 . 
Fin mars, une blessure au genou du champion vient cependant repousser la date de ce match, désormais programmé pour l'UFC 175 du 5 juillet.
Après avoir subi durant les trois premiers round, il domine les deux derniers mais s'incline logiquement par décision unanime. Les deux combattants remportent le bonus pour le combat de la soirée.
Pour son 19e combat à l'UFC, Lyoto Machida affronte C.B. Dollaway en combat principal de l'UFC Fight Night 58 au Brésil. Il remporte le combat en un peu plus d'une minute grâce à un coup de pied au corps qui envoie son adversaire au sol en position fœtale. Quelques coups de poing suffisent alors à l'arbitre pour arrêter le match et déclarer Machida vainqueur par TKO.
Il remporte un bonus de performance de la soirée.
Lyoto Machida affronte ensuite Luke Rockhold, dernier champion des poids moyens de la défunte organisation Strikeforce, le 18 avril 2015 en vedette de l'UFC on Fox 15.
Dominé, le Brésilien perd le match par soumission en étranglement arrière au milieu de la seconde reprise.
Après cette défaite, Machida fait à nouveau la tête d'affiche d'une soirée UFC, face au lutteur émérite Yoel Romero, le 27 juin 2015.
Il perd à nouveau ce combat lors de l'UFC Fight Night 70, amené au sol puis mis KO par quelques puissants coups de coude de Romero dans le troisième round.

## Palmarès en arts martiaux mixtes
| 35 combats     | 26 victoires | 9 défaites |
| Par KO         | 11           | 3          |
| Par soumission | 2            | 2          |
| Sur décision   | 13           | 4          |

| Résultat | Record | Adversaire               | Méthode                                           | Événement                             | Date              | Round | Temps | Lieu                                | Notes                                                                                              |
| -------- | ------ | ------------------------ | ------------------------------------------------- | ------------------------------------- | ----------------- | ----- | ----- | ----------------------------------- | -------------------------------------------------------------------------------------------------- |
| Défaite  | 26-9   | Gegard Mousasi           | Décision partagée                                 | Bellator 228                          | 28 septembre 2019 | 3     | 5:00  | Inglewood, Californie, États-Unis   | Combat en poids lourds-légers.                                                                     |
| Victoire | 26-8   | Chael Sonnen             | TKO (flying knee et coups de poing)               | Bellator 222                          | 14 juin 2019      | 2     | 0:22  | New York, New York, États-Unis      | Combat en poids lourds-légers. Sonnen prend sa retraite de la compétition à la suite de ce combat. |
| Victoire | 25-8   | Rafael Carvalho          | Décision partagée                                 | Bellator 213                          | 15 décembre 2018  | 3     | 5:00  | Honolulu, Hawaï, États-Unis         | Combat de rattrapage de poids, Carvalho a manqué de poids (186,5 lbs; soit à peu près 84,6 kg).    |
| Victoire | 24-8   | Vitor Belfort            | KO (Front Kick)                                   | UFC 224                               | 12 mai 2018       | 2     | 1:00  | Rio de Janeiro, Brésil              | Performance de la soirée.                                                                          |
| Victoire | 23-8   | Eryk Anders              | Décision partagée                                 | UFC Fight Night : Machida vs. Anders  | 3 février 2018    | 5     | 5:00  | Bélem, Brésil                       | |
| Défaite  | 22-8   | Derek Brunson            | KO (coup de poing)                                | UFC Fight Night: Brunson vs. Machida  | 28 octobre 2017   | 1     | 2:30  | São Paulo, Brésil                   | |
| Défaite  | 22-7   | Yoel Romero              | KO (coups de coude)                               | UFC Fight Night: Machida vs. Romero   | 27 juin 2015      | 3     | 1:38  | Hollywood, Floride, États-Unis      | |
| Défaite  | 22-6   | Luke Rockhold            | Soumission (étranglement arrière)                 | UFC on Fox: Machida vs. Rockhold      | 18 avril 2015     | 2     | 2:31  | Newark, New Jersey, États-Unis      | |
| Victoire | 22-5   | C.B. Dollaway            | TKO (coup de pied au corps et coups de poing)     | UFC Fight Night: Machida vs. Dollaway | 20 décembre 2014  | 1     | 1:02  | Barueri, Brésil                     | Performance de la soirée.                                                                          |
| Défaite  | 21-5   | Chris Weidman            | Décision unanime                                  | UFC 175: Weidman vs. Machida          | 5 juillet 2014    | 5     | 5:00  | Las Vegas, Nevada, États-Unis       | Pour le titre des poids moyens de l'UFC. Combat de la soirée.                                      |
| Victoire | 21-4   | Gegard Mousasi           | Décision unanime                                  | UFC Fight Night: Machida vs. Mousasi  | 15 février 2014   | 5     | 5:00  | Jaraguá do Sul, Brésil              | Combat de la soirée.                                                                               |
| Victoire | 20-4   | Mark Muñoz               | KO (coup de pied à la tête)                       | UFC Fight Night: Machida vs. Muñoz    | 26 octobre 2013   | 1     | 3:10  | Manchester, Angleterre              | Début en poids moyen. KO de la soirée.                                                             |
| Défaite  | 19-4   | Phil Davis               | Décision unanime                                  | UFC 163: Aldo vs. Korean Zombie       | 3 août 2013       | 3     | 5:00  | Rio de Janeiro, Brésil              | |
| Victoire | 19-3   | Dan Henderson            | Décision partagée                                 | UFC 157: Rousey vs. Carmouche         | 23 février 2013   | 3     | 5:00  | Anaheim, Californie, États-Unis     | |
| Victoire | 18-3   | Ryan Bader               | KO (coups de poing)                               | UFC on Fox: Shogun vs. Vera           | 4 août 2012       | 2     | 1:32  | Los Angeles, Californie, États-Unis | |
| Défaite  | 17-3   | Jon Jones                | Soumission technique (étranglement en guillotine) | UFC 140: Jones vs. Machida            | 10 décembre 2011  | 2     | 4:26  | Toronto, Ontario, Canada            | Pour le titre des poids mi-lourds de l'UFC. Combat de la soirée.                                   |
| Victoire | 17-2   | Randy Couture            | KO (coup de pied direct)                          | UFC 129: St-Pierre vs. Shields        | 30 avril 2011     | 2     | 1:05  | Toronto, Ontario, Canada            | KO de la soirée.                                                                                   |
| Défaite  | 16-2   | Quinton Jackson          | Décision partagée                                 | UFC 123: Rampage vs. Machida          | 20 novembre 2010  | 3     | 5:00  | Détroit, Michigan, États-Unis       | |
| Défaite  | 16-1   | Maurício Rua             | KO (coups de poing)                               | UFC 113: Machida vs. Shogun 2         | 8 mai 2010        | 1     | 3:35  | Québec, Québec, Canada              | Perd le titre des poids mi-lourds de l'UFC.                                                        |
| Victoire | 16-0   | Maurício Rua             | Décision unanime                                  | UFC 104: Machida vs. Shogun           | 24 octobre 2009   | 5     | 5:00  | Los Angeles, Californie, États-Unis | Défend le titre des poids mi-lourds de l'UFC.                                                      |
| Victoire | 15-0   | Rashad Evans             | KO (coups de poing)                               | UFC 98: Evans vs. Machida             | 23 mai 2009       | 2     | 3:57  | Las Vegas, Nevada, États-Unis       | Remporte le titre des poids mi-lourds de l'UFC. KO de la soirée.                                   |
| Victoire | 14-0   | Thiago Silva             | KO (coups de poing)                               | UFC 94: St-Pierre vs. Penn 2          | 31 janvier 2009   | 1     | 4:59  | Las Vegas, Nevada, États-Unis       | KO de la soirée                                                                                    |
| Victoire | 13-0   | Tito Ortiz               | Décision unanime                                  | UFC 84: Ill Will                      | 24 mai 2008       | 3     | 5:00  | Las Vegas, Nevada, États-Unis       | |
| Victoire | 12-0   | Rameau Thierry Sokoudjou | Soumission (étranglement bras-tête)               | UFC 79: Nemesis                       | 29 décembre 2007  | 2     | 4:20  | Las Vegas, Nevada, États-Unis       | |
| Victoire | 11-0   | Kazuhiro Nakamura        | Décision unanime                                  | UFC 76: Knockout                      | 22 septembre 2007 | 3     | 5:00  | Anaheim, Californie, États-Unis     | |
| Victoire | 10-0   | David Heath              | Décision unanime                                  | UFC 70: Nations Collide               | 21 avril 2007     | 3     | 5:00  | Manchester, Angleterre              | |
| Victoire | 9-0    | Sam Hoger                | Décision unanime                                  | UFC 67: All or Nothing                | 3 février 2007    | 3     | 5:00  | Las Vegas, Nevada, États-Unis       | |
| Victoire | 8-0    | Vernon White             | Décision unanime                                  | WFA 4: King of the Streets            | 22 juillet 2006   | 3     | 5:00  | Los Angeles, Californie, États-Unis | |
| Victoire | 7-0    | Dimitri Wanderley        | TKO (épuisement)                                  | Jungle Fight 6                        | 29 avril 2006     | 3     | 3:24  | Rio de Janeiro, Brésil              | |
| Victoire | 6-0    | B.J. Penn                | Décision unanime                                  | K-1 Hero's 1                          | 26 mars 2005      | 3     | 5:00  | Saitama, Japan                      | Machida pesé à 220 lb (100 kg), Penn à 191 lb (87 kg).                                             |
| Victoire | 5-0    | Sam Greco                | Décision partagée                                 | K-1 MMA: Romanex                      | 22 mai 2004       | 3     | 5:00  | Saitama, Japan                      | |
| Victoire | 4-0    | Michael McDonald         | Soumission (étranglement avec l'avant bras)       | K-1: Beast 2004                       | 14 mars 2004      | 1     | 2:30  | Saitama, Japan                      | |
| Victoire | 3-0    | Rich Franklin            | TKO (coup de pied à la tête et coups de poing)    | Inoki Bom-Ba-Ye 2003: Inoki Festival  | 31 décembre 2003  | 2     | 1:03  | Kōbe, Japan                         | |
| Victoire | 2-0    | Stephan Bonnar           | TKO (arrêt du médecin)                            | Jungle Fight 1                        | 13 septembre 2003 | 1     | 4:21  | Rio de Janeiro, Brésil              | |
| Victoire | 1-0    | Kengo Watanabe           | Décision unanime                                  | NJPW: Ultimate Crush                  | 2 mai 2003        | 3     | 5:00  | Tokyo, Japan                        | |

## Filmographie
Lyoto Machida fait un passage éclair dans le film Never Back Down 2, ou il s'entraîne avec Michael Jai White.
Il tient son propre rôle dans Tapped Out sorti en 2014, aux côtés d'Anderson Silva.